# Metro v Minsku

Mapa metra v Minsku

Metro v Minsku (bělorusky: Мінскі метрапалітэн; rusky: Минский метрополитен) tvoří systém podzemní dráhy pod běloruským hlavním městem Minskem.
Bylo otevřeno v roce 1984 a skládá se ze tří linek (Moskovskaja, Avtozavodskaja a Zelenalužskaja). Za den přepraví 800 000 cestujících (zhruba třetina všech, kteří v běloruském hlavním městě cestují MHD). Ti mohou využít v současnosti 36 stanic. Technické zázemí tvoří tři depa.

## Historie
Během poloviny 20. století počet obyvatel metropole tehdejší Běloruské SSR překročil jeden milion, což se projevilo i na dopravní situaci. Koncem 60. let se objevily první plány výstavby moderního systému podzemní dráhy. Stavět se začalo 16. června 1977 a slavnostní otevření proběhlo o sedm let později, 30. června 1984. Minské metro se tak stalo prvním a jediným v Bělorusku a devátým v tehdejším SSSR. Dosud se vybudovalo 33 stanic na 40,8 km tratí a dvě depa. Metro je založené mělko; eskalátory se nacházejí pokud tak jen krátké. V celé síti jich je pouze 31 na 9 stanicích.
Přestože rozpad Sovětského svazu a konec socialismu přivedly nové Bělorusko do těžké ekonomické situace, která zasáhla všechna odvětví, výstavba metra se nezastavila. Někteří lidé to přičítají k pomalé transformaci celé země, která částečně ještě funguje na principech staré velmoci. K poslednímu rozšíření metra došlo v roce 2020, kdy byla otevřena první část třetí linky o délce 3,5 km, na které jsou nyní 4 stanice včetně 2 přestupních stanic Jubilejnaja ploščaď (bělorusky: Jubilejnaja plošča) a Vokzalnaja (bělorusky: Vakzalnaja), která se nachází u železničního nádraží Minsk-passažirskij (bělorusky: Minsk-pasažyrski). Všechny stanice třetí linky jsou vybaveny automatickými dveřmi na nástupištích.

## Budoucnost
V roce 2018 byla zahájena stavba druhé části třetí linky na jih města se stanicemi Aerodromnaja (bělorusky: Aeradramnaja), Němoršanskij Sad (bělorusky: Němaršanski Sad) a Sluckij gostiněc (bělorusky: Slucki hasciněc) a depem, která by měla být dokončena v roce 2023. Následně by měla pokračovat výstavba třetí linky směrem na severovýchod města nejdříve k náměstí Bangalor, na které budou dále navazovat ještě tři další stanice. V delší perspektivě je v plánu výstavba čtvrté okružní linky. Linka Moskovskaja i Avtozavodskaja bude podle plánů prodloužena na každé straně o jednu stanici.

## Mimořádné události

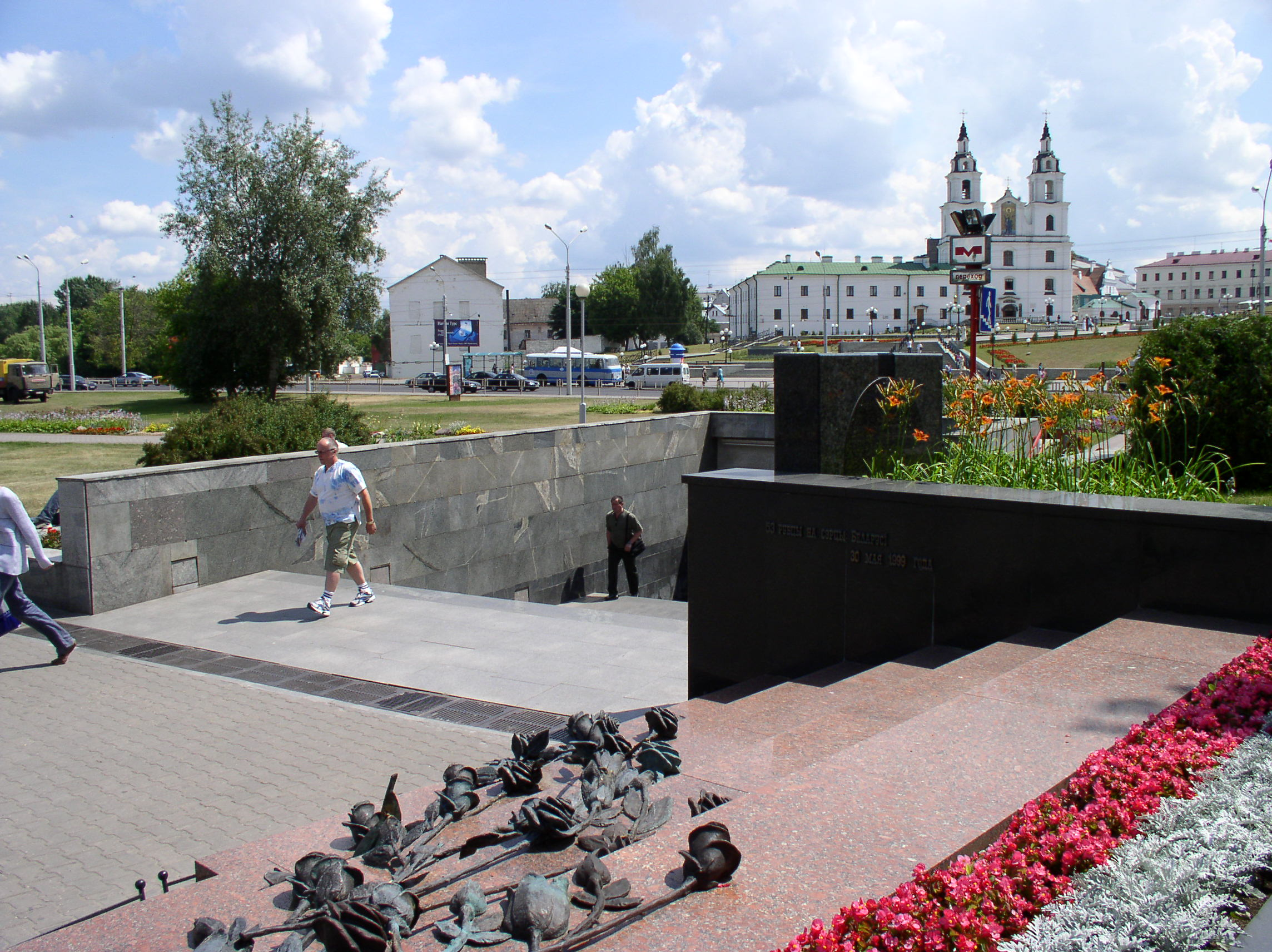
Památník tragédie u stanice Němiga

30. května 1999 se nedaleko stanice Němiga (bělorusky: Ňamiha) konal rockový open-air koncert sponzorovaný místním pivovarem. Kvůli silné dešťové přeháňce se stovky diváků šly schovat před deštěm do vestibulu stanice. Na kluzkých schodech jich mnoho uklouzlo a vypukla tlačenice. Ušlapáno bylo 53 lidí, dalších 250 bylo zraněno. V zemi byl vyhlášen třídenní národní smutek.
11. dubna 2011 došlo na nástupišti přestupní stanice Okťabrskaja (bělorusky: Kastryčnickaja) v době, kdy ve stanici stály soupravy metra v obou směrech, k výbuchu bomby. V důsledku výbuchu bylo 15 osob zabito a 204 zraněno. Podle běloruských úřadů došlo k teroristickému útoku, který spáchali dva občané Běloruska Uladzislau Kavaljou a Dzmitry Kanavalau, kteří byli odsouzeni k trestu smrti a v březnu 2012 popraveni.

## Statistiky
Podle statistik z roku 2005 byla průměrná cestovní rychlost vlaků 50,5 km/h (což se řadí k nejvyšším v rámci podzemních drah v bývalém SSSR). Ve špičce je maximální interval 0:40-1:20 minuty na první a 0:40-1:30 minut na druhé lince. Nejvíce se nasazuje až třicet souprav na linku. Minské metro je čtvrté nejvíce vytížené ze všech podzemních drah v bývalém SSSR, před ním jsou Moskva, Petrohrad a Kyjev.

## Stanice
(názvy stanic jsou uvedeny v ruštině a běloruštině, v závorce v české transkripci, a dále v českém překladu)
1. Московская линия (Moskovskaja linija), Маскоўская лінія (Maskouskaja linija), Moskevská linka
- Уручье (Uručje), Уручча (Uručča), Uručje
- Борисовский тракт (Borisovskij trakt), Барысаўскі тракт (Barysauski trakt), Borisovská cesta
- Восток (Vostok), Усход (Uschod), Východ
- Московская (Moskovskaja), Маскоўская (Maskouskaja), Moskevská
- Парк Челюскинцев (Park Čeljuskincev), Парк Чалюскінцаў (Park Čaluskincau), Park Čeljuskinců
- Академия Наук (Akademija nauk), Акадэмія навук (Akademija navuk), Akademie věd
- Площадь Якуба Коласа (Ploščaď Jakuba Kolasa), Плошча Якуба Коласа (Plošča Jakuba Kolasa), Náměstí Jakuba Kolase
- Площадь Победы (Ploščaď Pobědy), Плошча Перамогі (Plošča Pěramohi), Náměstí Vítězství
- Октябрьская (Okťabrskaja), Кастрычніцкая (Kastryčnickaja), Říjnová (přestupní)
- Площадь Ленина (Ploščaď Lenina), Плошча Леніна (Plošča Lěnina), Leninovo náměstí
- Институт Культуры (Institut Kultury), Інстытут Культуры (Instytut Kultury), Kulturní institut
- Грушевка (Gruševka), Грушаўка (Hrušauka), Hruševka
- Michalovo (Michalovo), Міхалова (Michalova), Michalovo
- Петровщина (Petrovščina), Пятроўшчына (Piatrouščyna), Pětrovščina

2. Автозаводская линия (Avtozavodskaja linija), Аўтазаводская лінія (Autazavodskaja linija), linka Automobilky
- Каменная Горка (Kamennaja gorka), Каменная Горка (Kaměnnaja horka), Kamenná hůrka
- Кунцевщина (Kuncevščina), Кунцаўшчына (Kuncauščyna), Kuncevščinova
- Спортивная (Sportivnaja), Спартыўная (Spartyunaja), Sportovní
- Пушкинская (Puškinskaja), Пушкінская (Puškinskaja), Puškinova
- Молодёжная (Moloďožnaja), Маладзёжная (Maladzjožnaja), Mládeže
- Фрунзенская (Frunzěnskaja), Фрунзенская (Frunzěnskaja), Frunzeho
- Немига (Němiga), Няміга (Ňamiha), Němiga/Ňamiha
- Купаловская (Kupalovskaja), Купалаўская (Kupalauskaja), Kupalova (přestupní)
- Первомайская (Pěrvomajskaja), Першамайская (Pěršamajskaja), Prvomájová
- Пролетарская (Proletarskaja), Пралятарская (Praljatarskaja), Prolétářská
- Тракторный завод (Traktornij zavod), Трактарны завод (Traktarny zavod), Traktorový závod
- Партизанская (Partizanskaja), Партызанская (Partyzanskaja), Partyzánská
- Автозаводская (Avtozavodskaja), Аўтазаводская (Autazavodskaja), Autozávodu
- Могилёвская (Mogiljovskaja), Магілёўская (Mahiljouskaja), Mogilevská/Mohylevská

3. Зеленолужская линия (Zělenolužskaja linija), Зеленалужская лінія (Zělenalužskaja linija), Zelenolužní linka
- Юбилейная площадь (Jubilejnaja ploščaď), Юбілейная плошча (Jubilejnaja plošča), Jubilejní náměstí
- Площадь Франтишка Богушевича (Ploščaď Františka Boguševiča), Плошча Францішка Багушэвіча (Plošča Franciška Bahuševiča), náměstí Františka Boguševiče
- Вокзальная (Vokzalnaja), Вакзальная (Vakzalnaja), Nádražní
- Ковальская Слобода (Kovalskaja Sloboda), Кавальская Слабада (Kavalskaja Slabada), Kovalská Sloboda

## Fotogalerie

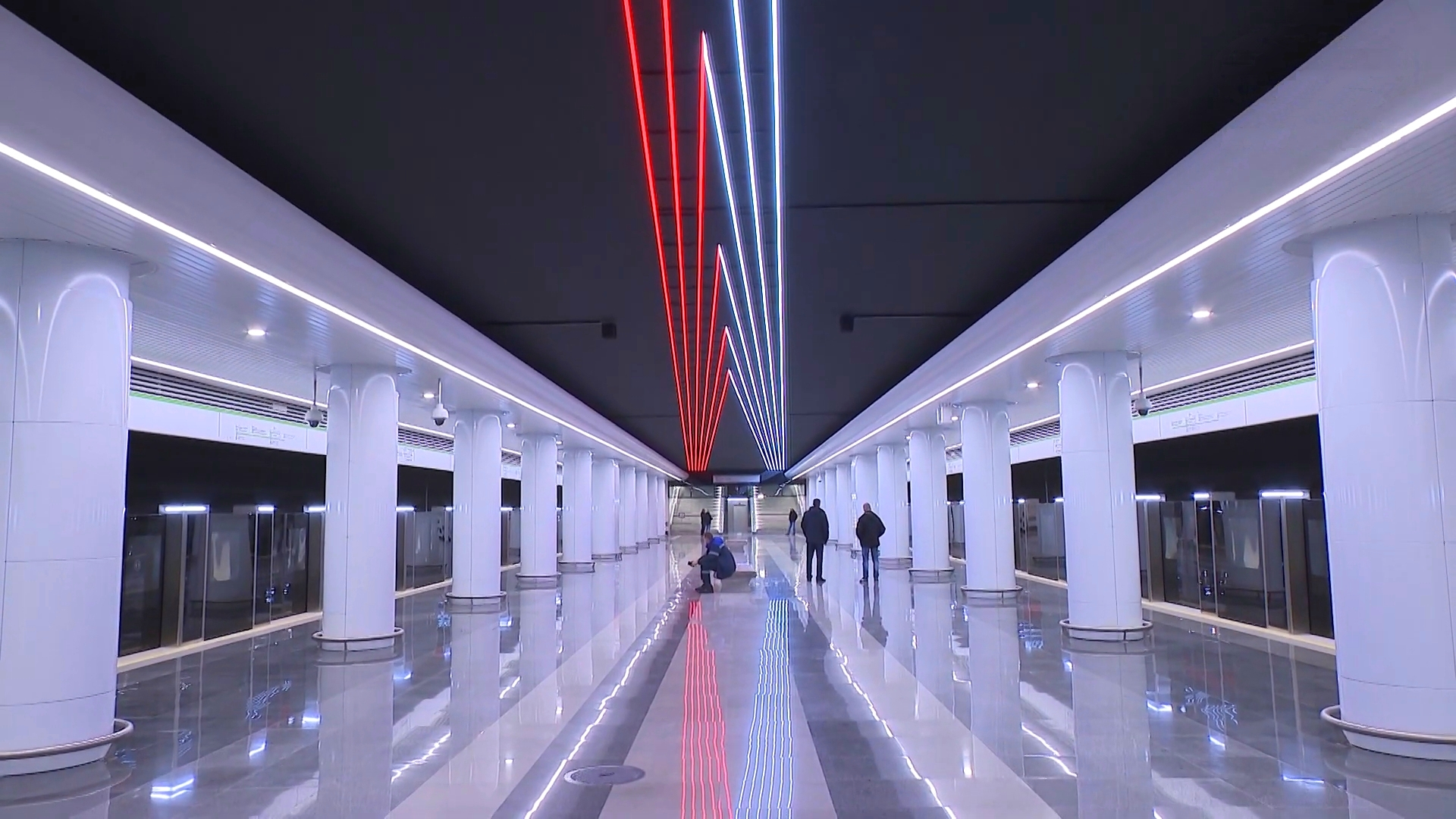
Stanice "Vakzalnaja" (Вакзальная/Вокзальная)
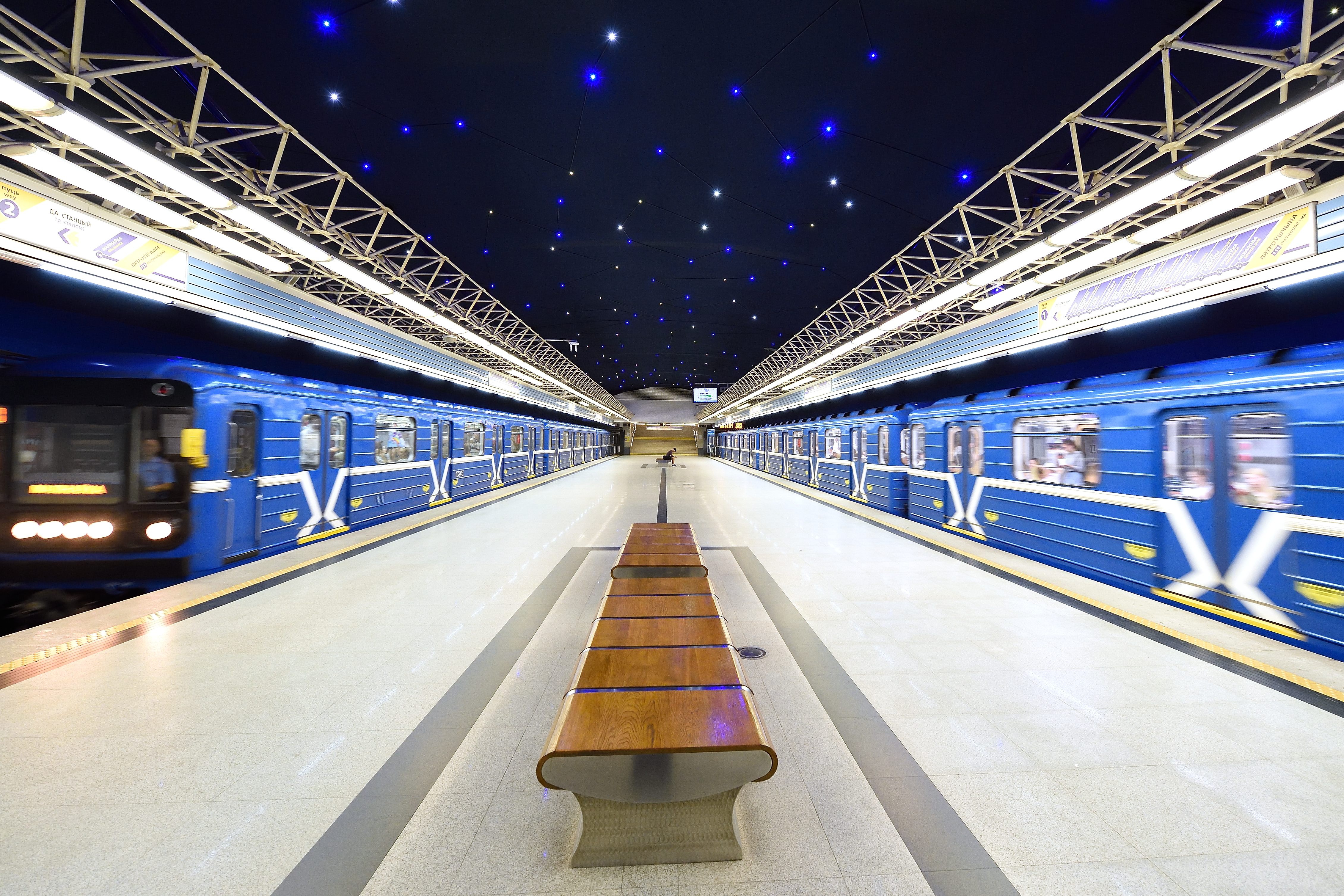
Stanice «Piatroŭščyna” (Пятроўшчына/Петровщина)
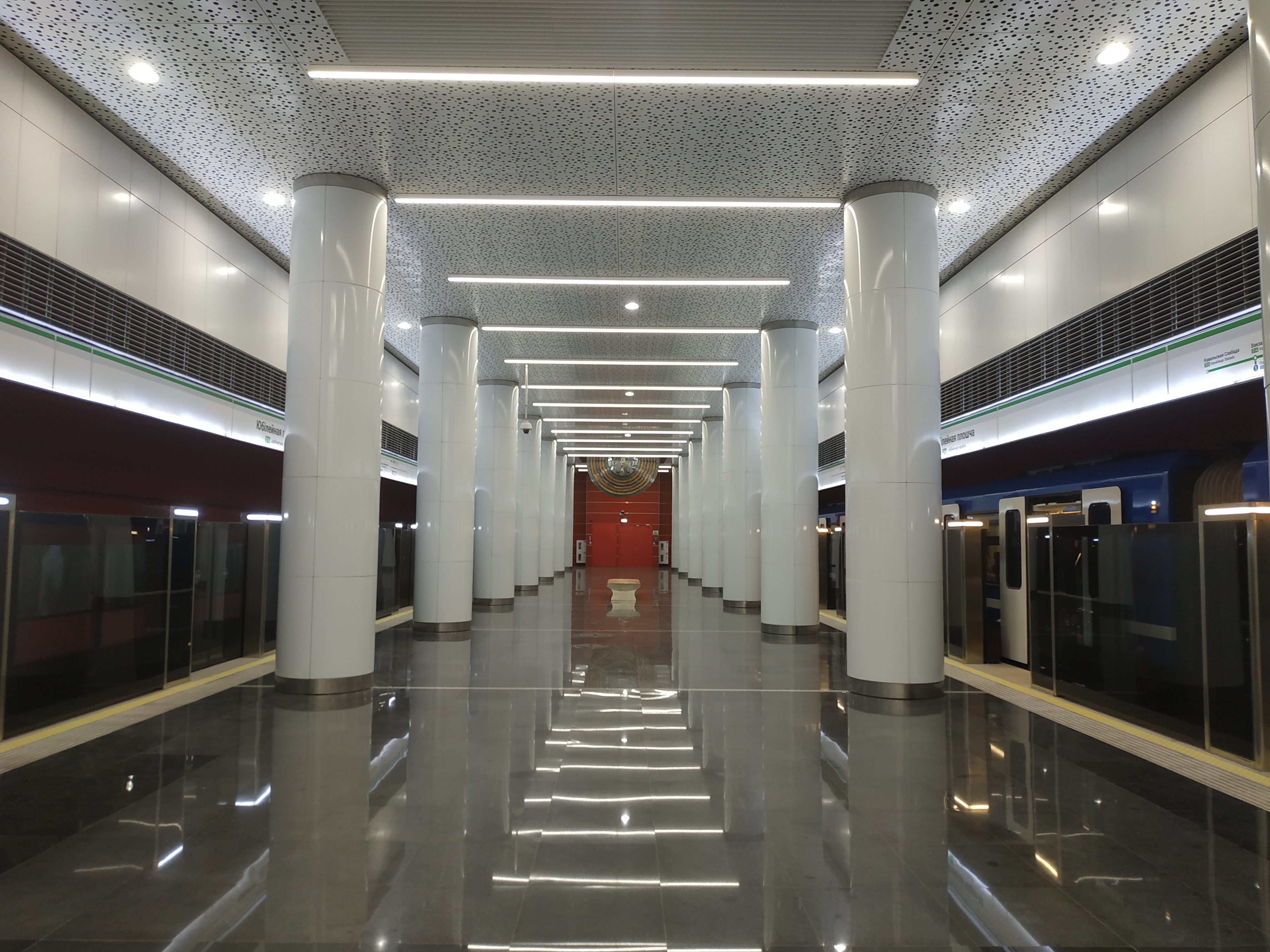
Stanice «Jubilejnaja płošča» (Юбілейная плошча/Юбилейная площадь)
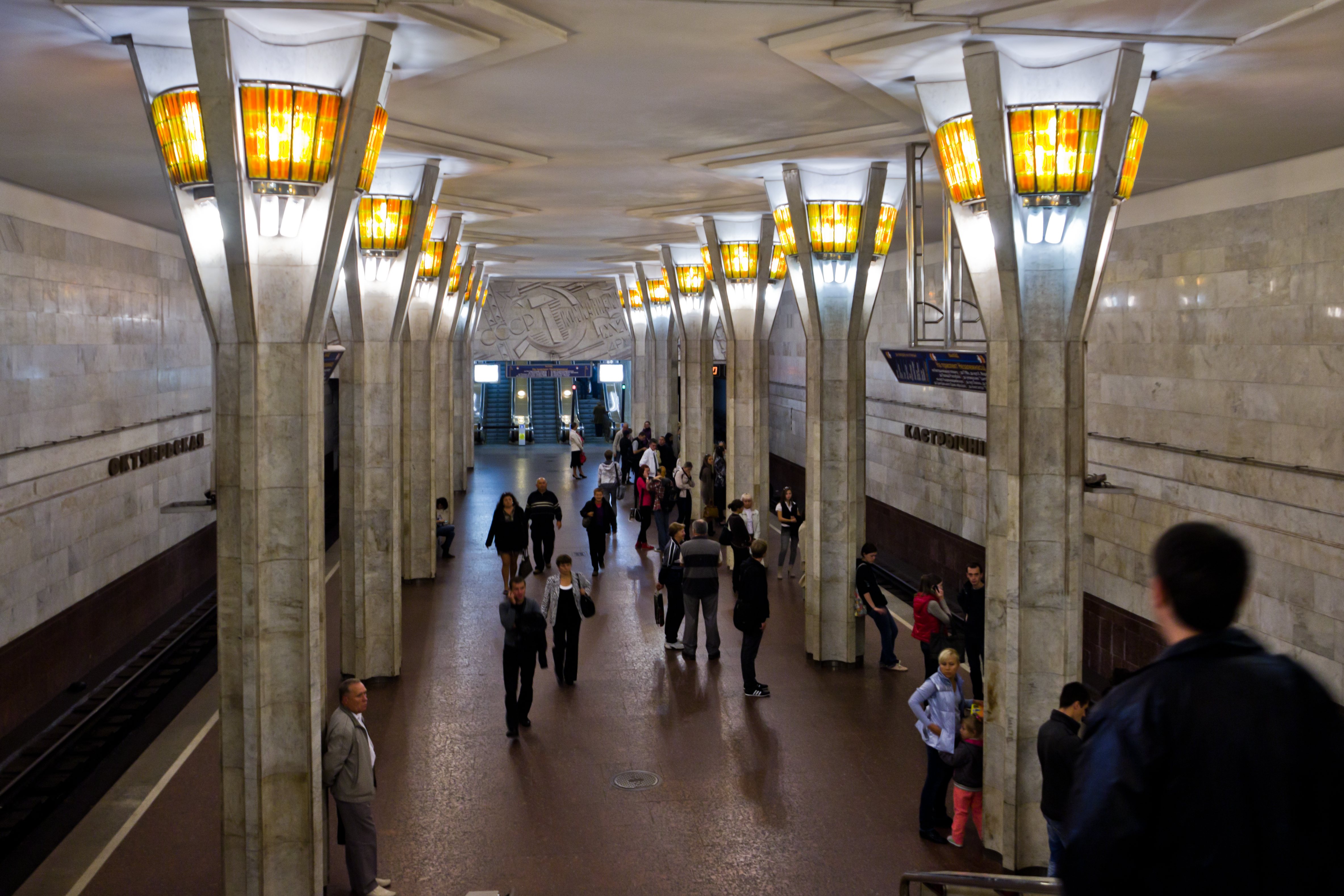
Stanice «Kastryčnickaja» (Кастрычніцкая/Октябрьская)
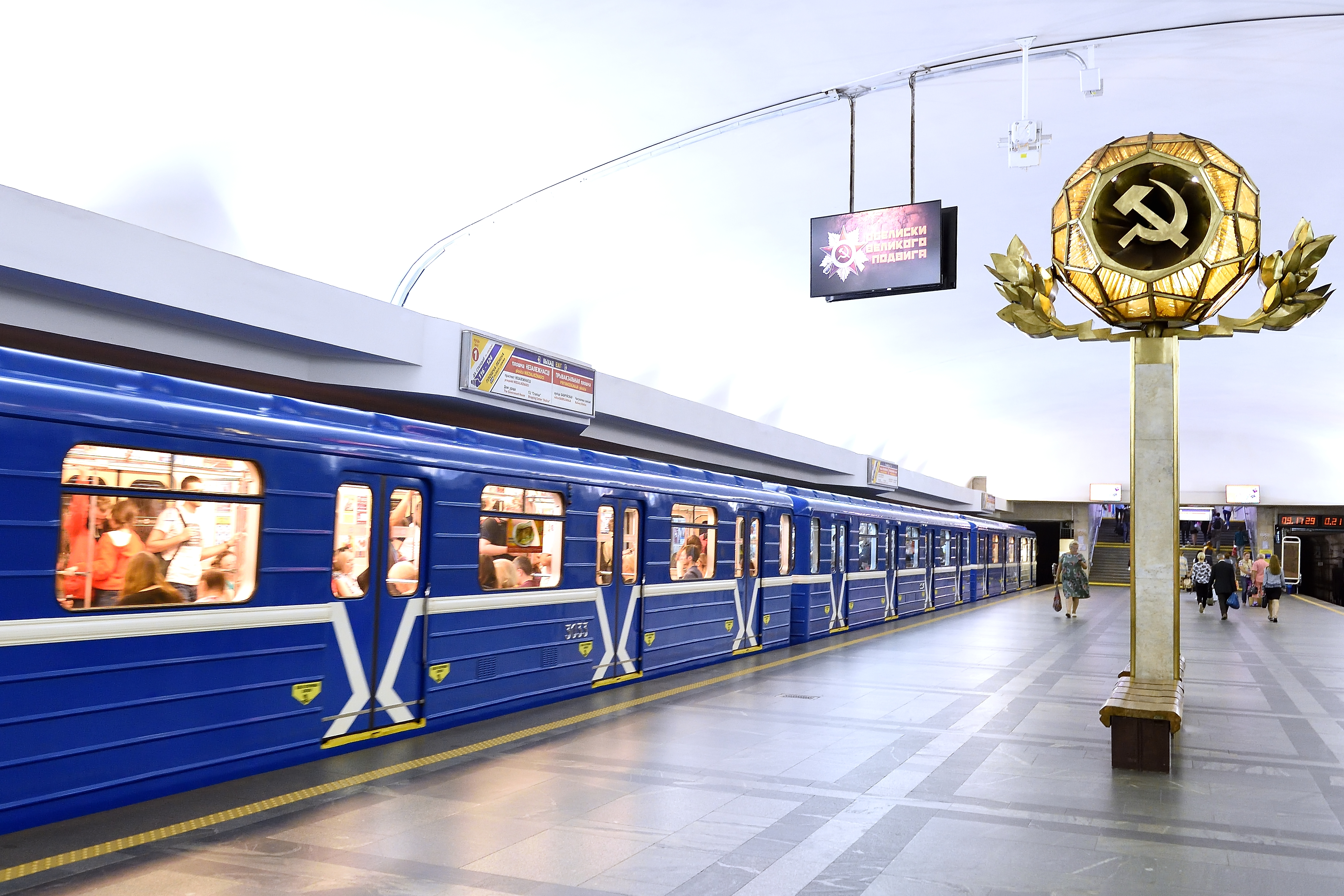
Stanice «Płošča Lenina» (Плошча Леніна/Площадь Ленина)
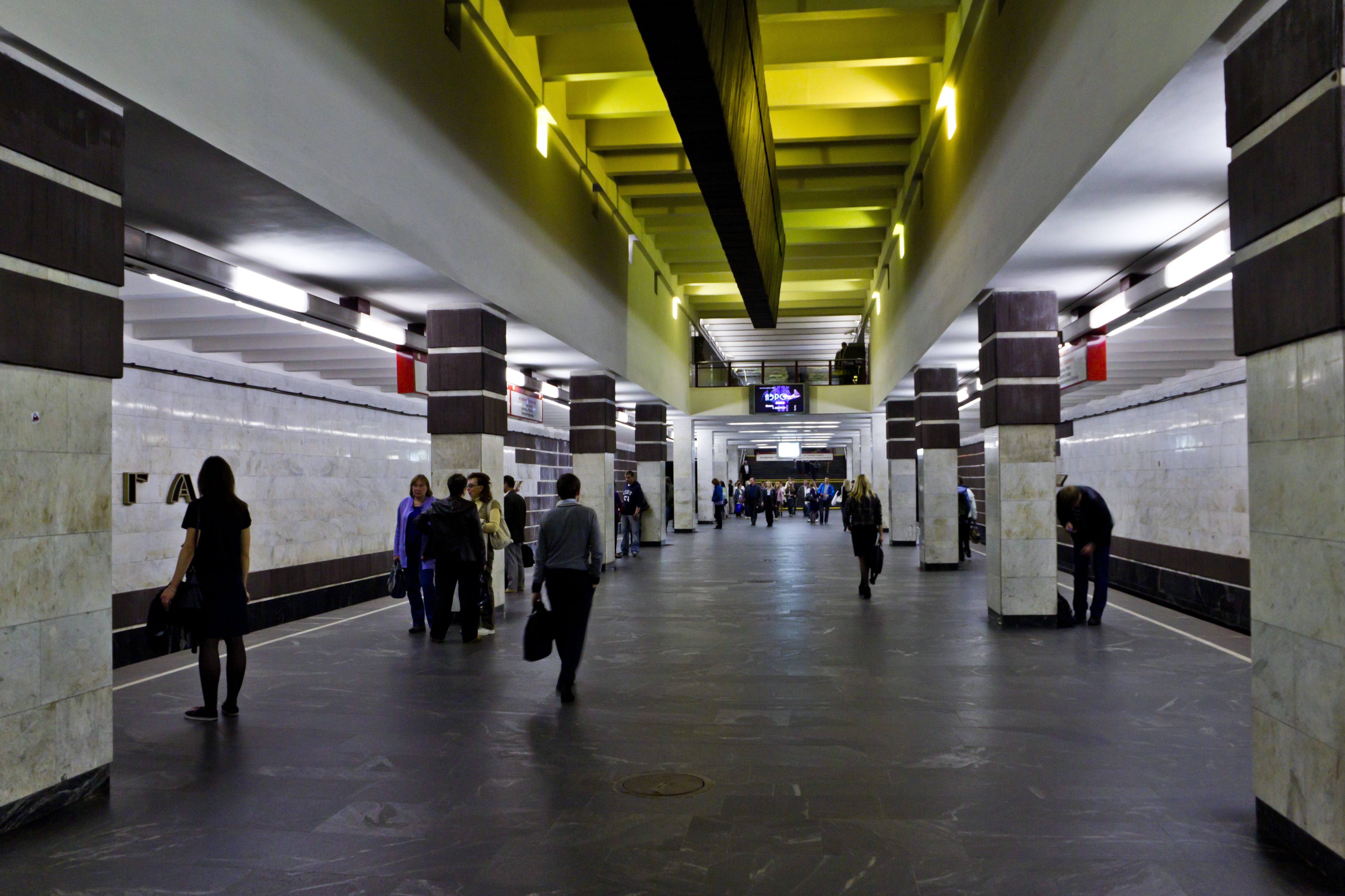
Stanice «Niamiha» (Няміга/Немига)
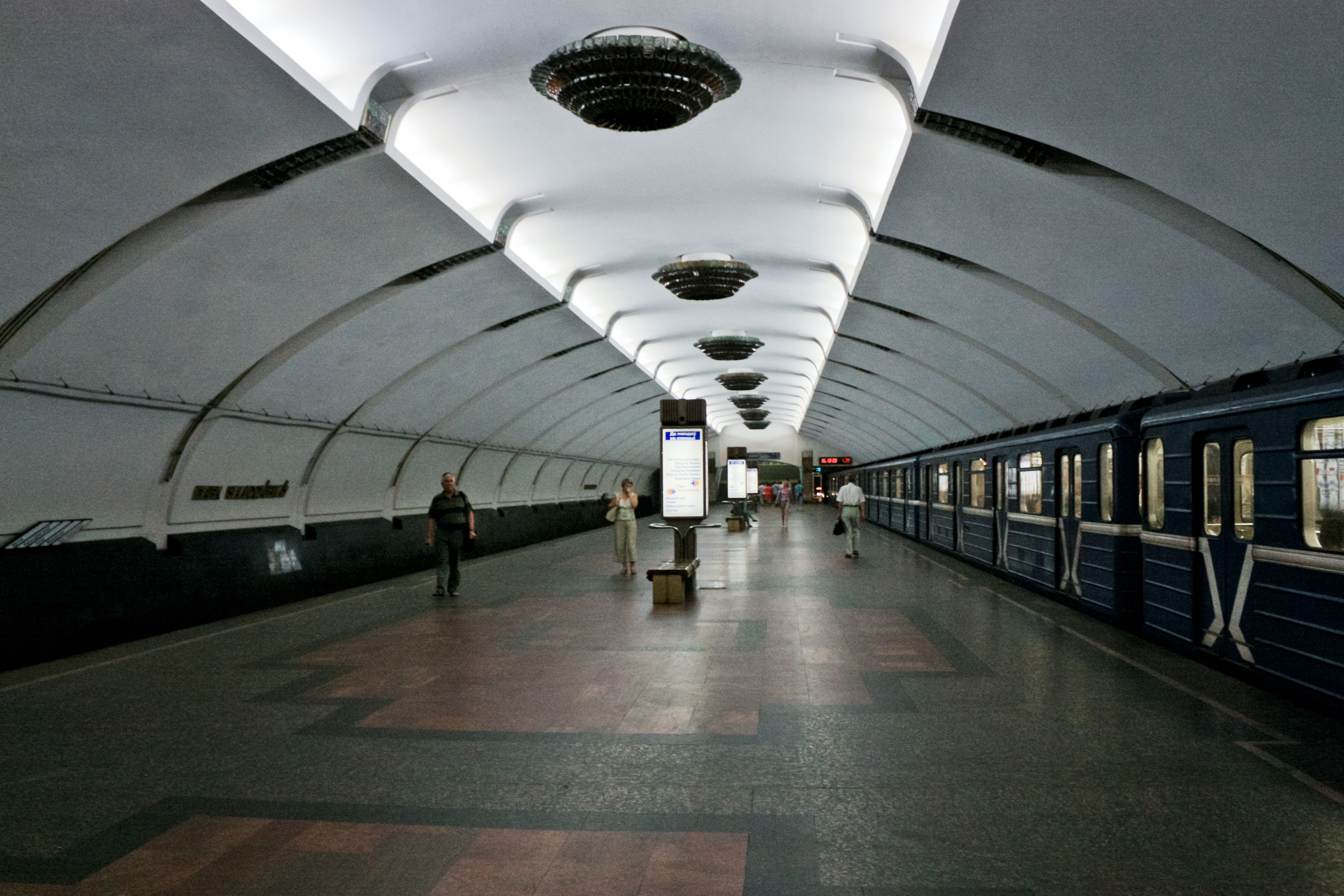
Stanice «Park Čaluskincaŭ» (Парк Чалюскінцаў/Парк Челюскинцев)
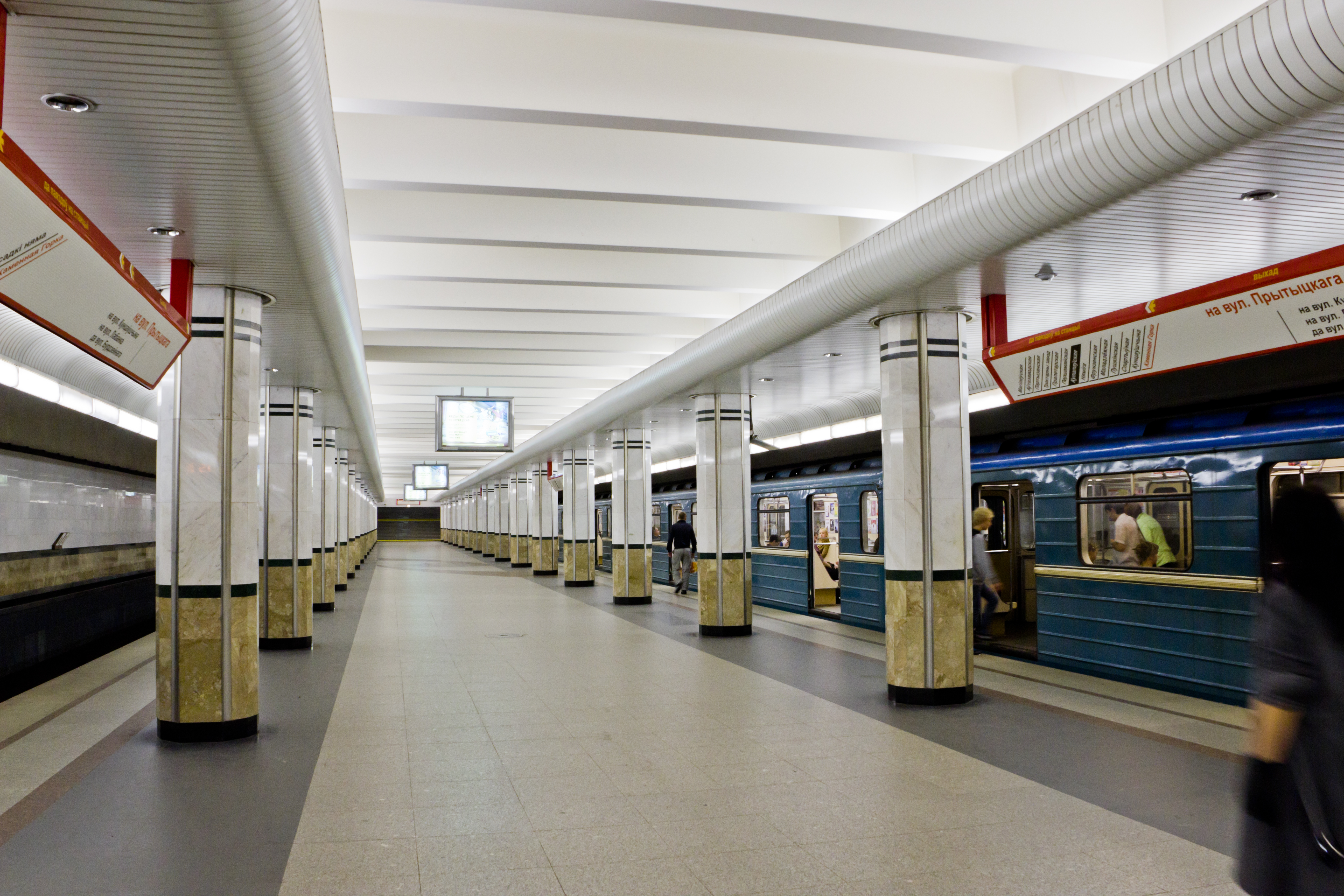
Stanice «Kamiennaja horka» (Каменная горка/Каменная горка)
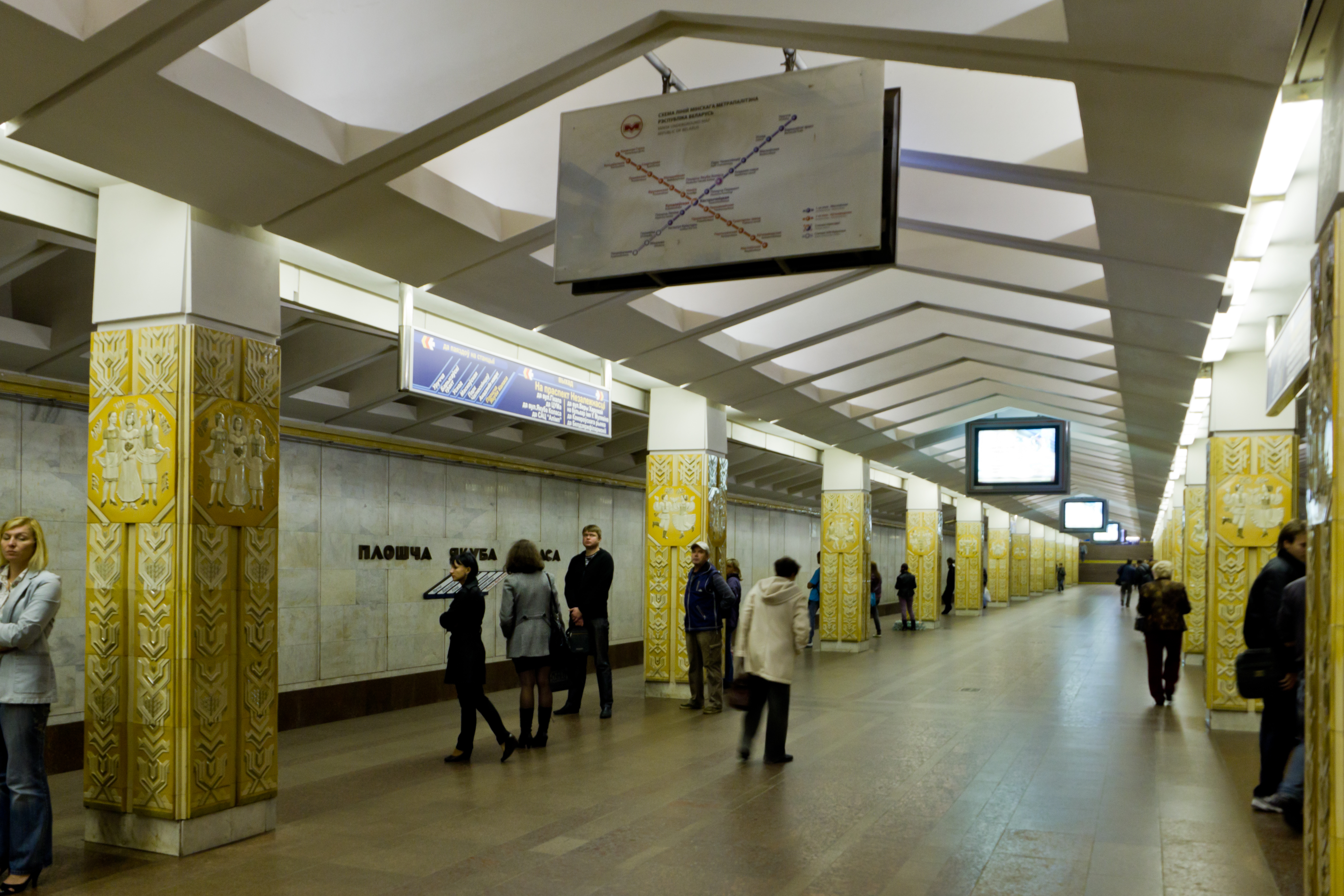
Stanice «Płošča Jakuba Kołasa» (Плошча Якуба Коласа/Площадь Якуба Коласа)